# Боа-Виста-ду-Тупин
Боа-Виста-ду-Тупин (порт. Boa Vista do Tupim) — муниципалитет в Бразилии, входит в штат Баия. Составная часть мезорегиона Северо-центральная часть штата Баия. Входит в экономико-статистический микрорегион Итабераба. Население составляет 19 318 человек на 2006 год. Занимает площадь 2629,822 км². Плотность населения — 7,3 чел./км².

## История
Город основан 19 июля 1962 года.

## Статистика
- Валовой внутренний продукт на 2003 год составляет 34 431 117,00 реалов (данные: Бразильский институт географии и статистики).
- Валовой внутренний продукт на душу населения на 2003 год составляет 1821,75 реал (данные: Бразильский институт географии и статистики).
- Индекс развития человеческого потенциала на 2000 год составляет 0,605 (данные: Программа развития ООН).